# 倪啟勳
倪啟勳，京劇演員，工生行，馬連良親傳弟子。

## 生平
他在北京戲曲學校學習期間，1962年被時任馬連良校長選為重點培養的學生，同時還有趙世璞、楊汝震、安雲武等4位。
主要演出作品有《珠簾寨》（飾程敬思）和《盜仙草》（飾南極仙翁）等彩色京劇電影（1976年）。